# Heilig-Kreuz-Kirche (Ronneby)

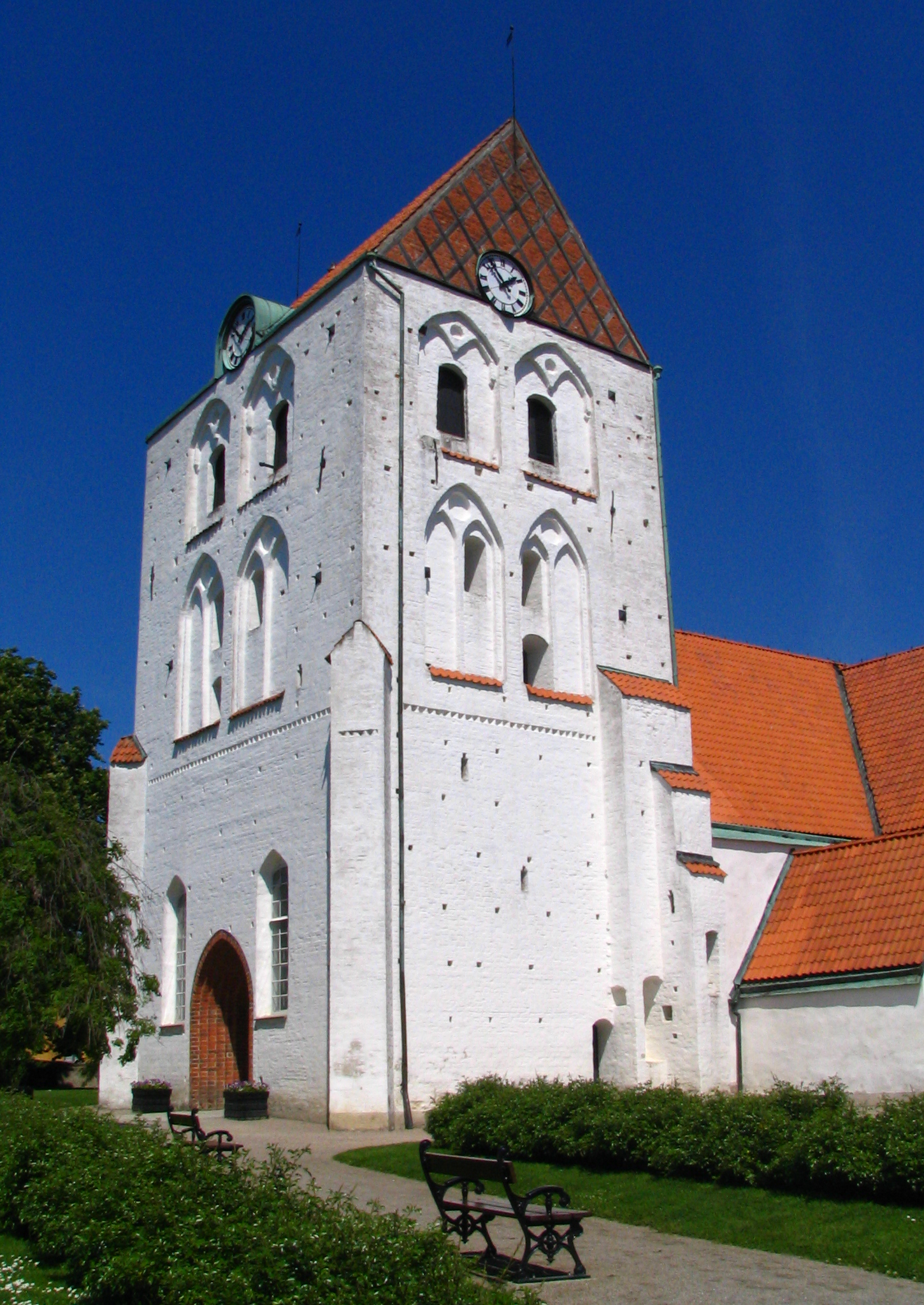
Heilig-Kreuz-Kirche in Ronneby

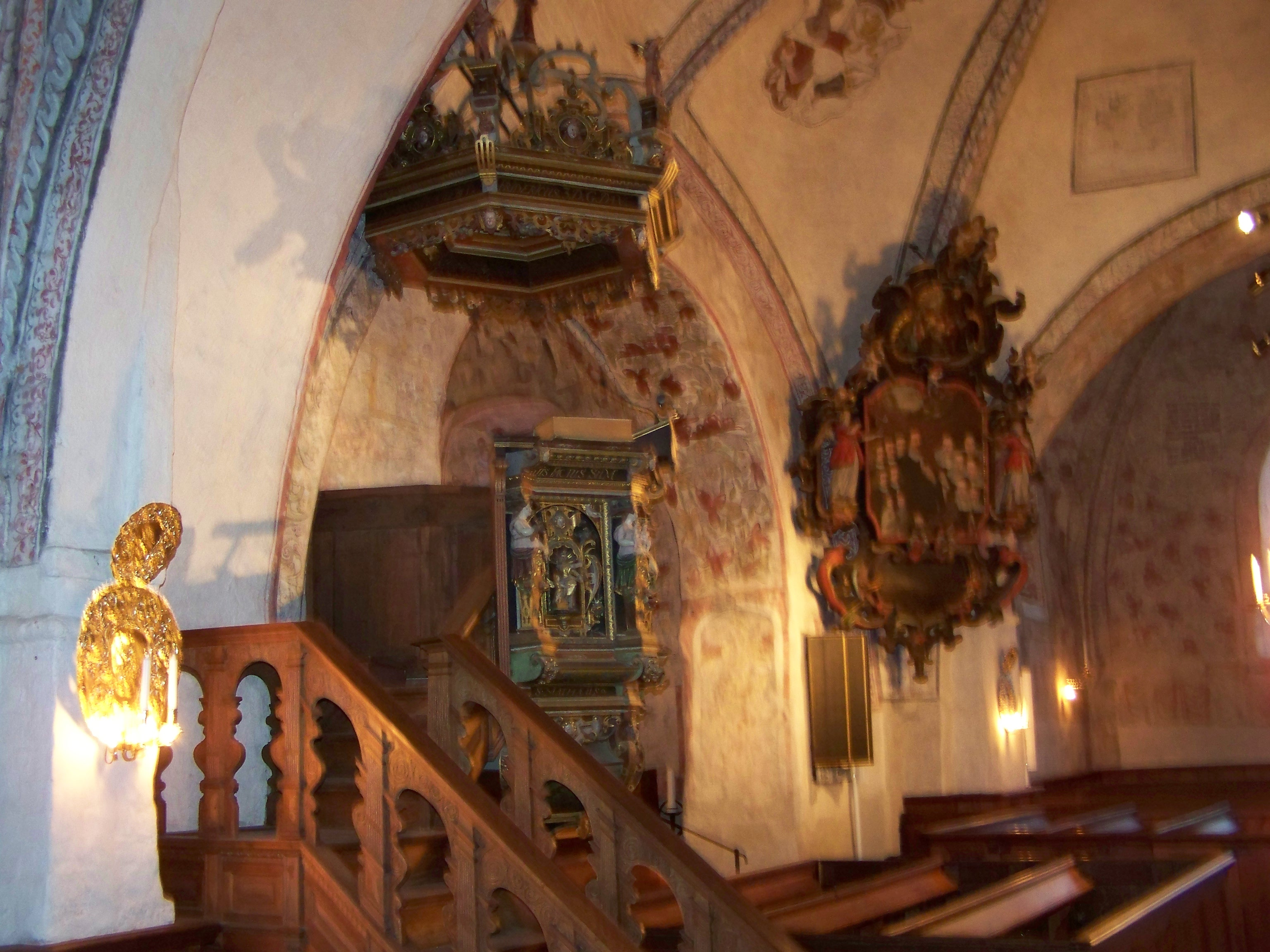
Kanzel

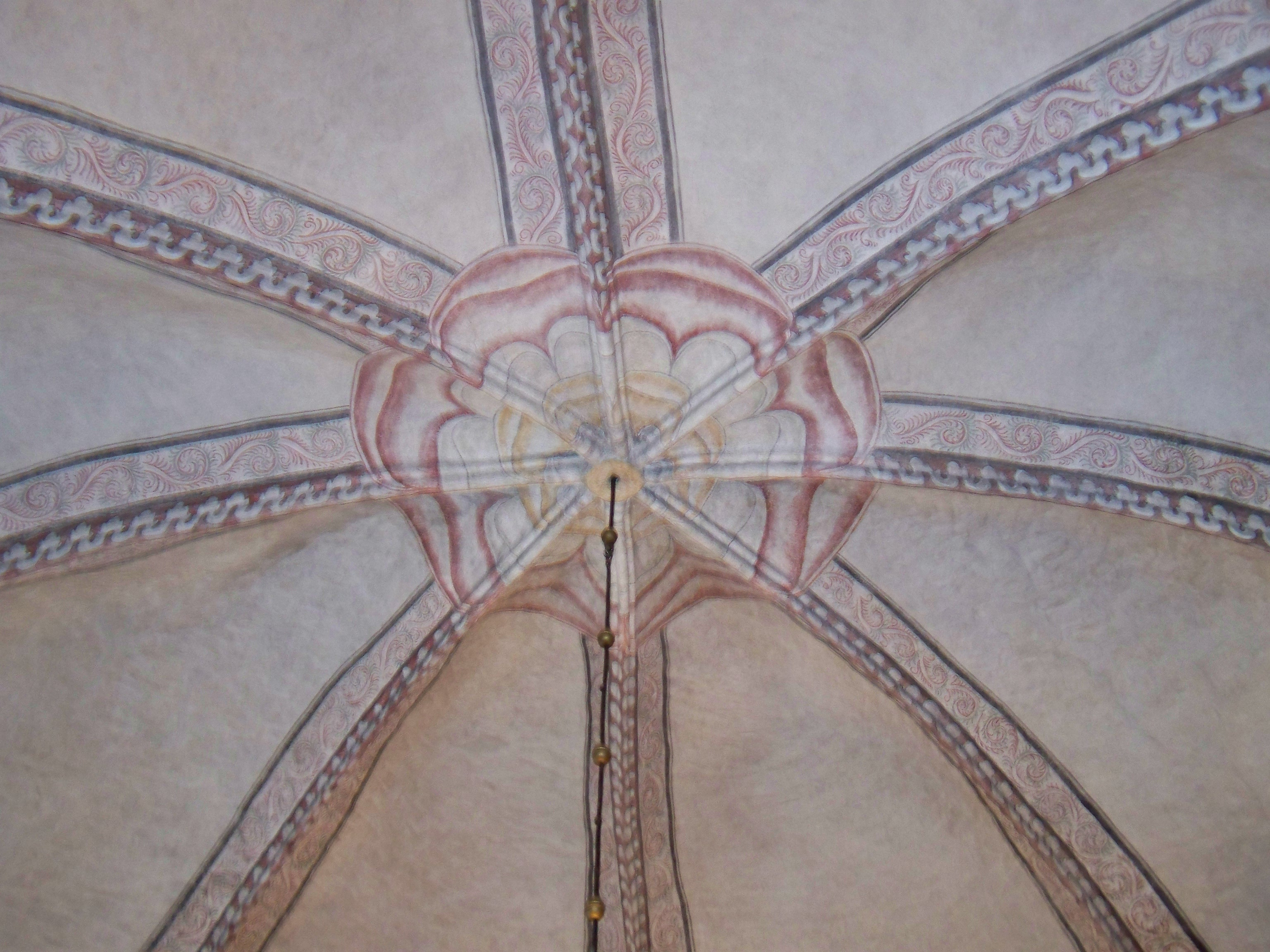
Gewölbe

Die Heliga Kors kyrka (deutsch: Heiliges-Kreuz-Kirche) im südschwedischen Ort Ronneby ist ein aus dem 12. Jahrhundert stammendes Kirchengebäude.

## Geschichte
Das Kirchengebäude wurde in der zweiten Hälfte des 12. Jahrhunderts als kleine romanische Kirche errichtet. Bis zum 15. Jahrhundert wurde es vielfach rekonstruiert und erweitert. Der große Turm wurde am Ende des Mittelalters errichtet und zeigt an seiner Südostseite noch Reste einer Treppe und eines Balkons. Dieser war als externe Kanzel gedacht, wurde aber nur zu Verteidigungszwecken genutzt.
Während des Nordischen Siebenjährigen Krieges (Dreikronenkrieg) von 1563 bis 1570 wurde die Kirche schwer beschädigt. Die schwere eichene Tür ist ein Mahnmal an das Blutbad vom 4. September 1564. An diesem Tag drangen Truppen Eriks XIV. in die zu Dänemark gehörende Stadt ein. Sie ermordeten nicht weniger als 2000 Männer, Frauen und Kinder, plünderten die Stadt und brannten sie anschließend nieder.
Viele Einwohner verschanzten sich in der Kirche, da sie hofften, dass ein Gotteshaus nicht angegriffen würde. Diese Hoffnung war vergebens; die schwedischen Truppen verschafften sich mit Äxten, Hellebarden usw. Zutritt zur Kirche und töteten alle, die darin waren. Zeugnis vom gewaltsamen Eindringen geben die tiefen Kerben in der alten, schweren Eichentüre, die an der Nordwand angebracht ist.

## Ausstattung
Die Kanzel und der Altar stammen aus dem 17. Jahrhundert und sind aus Holz.
Auf der Kanzel sind die vier Evangelisten (Matthäus mit Engel, Markus mit Löwe, Lukas mit Ochse, Johannes) sowie der Apostel Paulus zu sehen.
Der Altar von 1652 zeigt in seinen Altardekorationen das Glaubensbekenntnis, das weiße Antependium erinnert an Christi Geburt, der Aufsatz an das letzte Abendmahl, das Feld darüber an die Kreuzigung und das oberste Feld an die Auferstehung. Um Christus schweben Engel. Der den Altar fertigende deutsche Meister stand in engem Kontakt mit einem Meister aus dem damals zu Schwedisch-Pommern gehörenden Stralsund. In den Jahren 1973–1983 wurde der Altar rekonstruiert.
Das bronzene Taufbecken stammt aus dem Jahr 1604 und wurde von einem Lübecker Meister ausgeführt. Die Inschrift lautet „ANNO DOMINI 1604 HEFT KNVT IVTE MIT SINER FRVWEN DISSE DOEPE GEGVEN IN DE EHRE GADES VN DER KARKEN TEO RENNEBI“.
Das Triumphkreuz aus dem 16. Jahrhundert hing zunächst vom Gewölbe herab; bei der Restaurierung 1842 wurde es auf seinen jetzigen Platz nördlich gebracht. Hier sind auch die ältesten Malereien im Gewölbe zu finden, sie stammen vom Ende des 14. Jahrhunderts und zeigen den Kampf zwischen St. Jürgen (Georg (Heiliger)) und dem Drachen sowie Petrus als Papst. Andere Gewölbemalereien stammen aus dem 16. Jahrhundert.

## Bilder

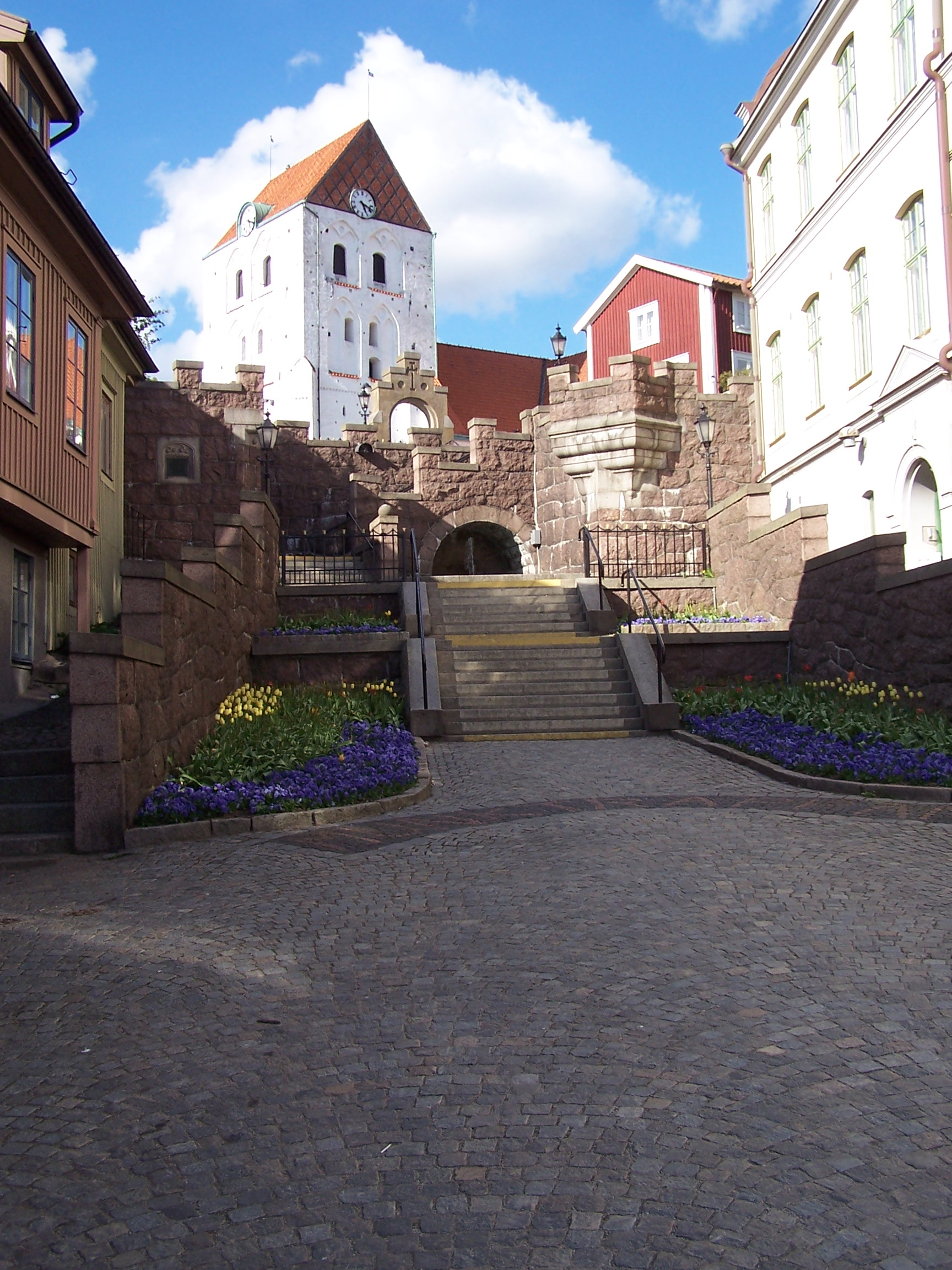
Mönchstreppe mit der Heilig-Kreuz-Kirche im Hintergrund
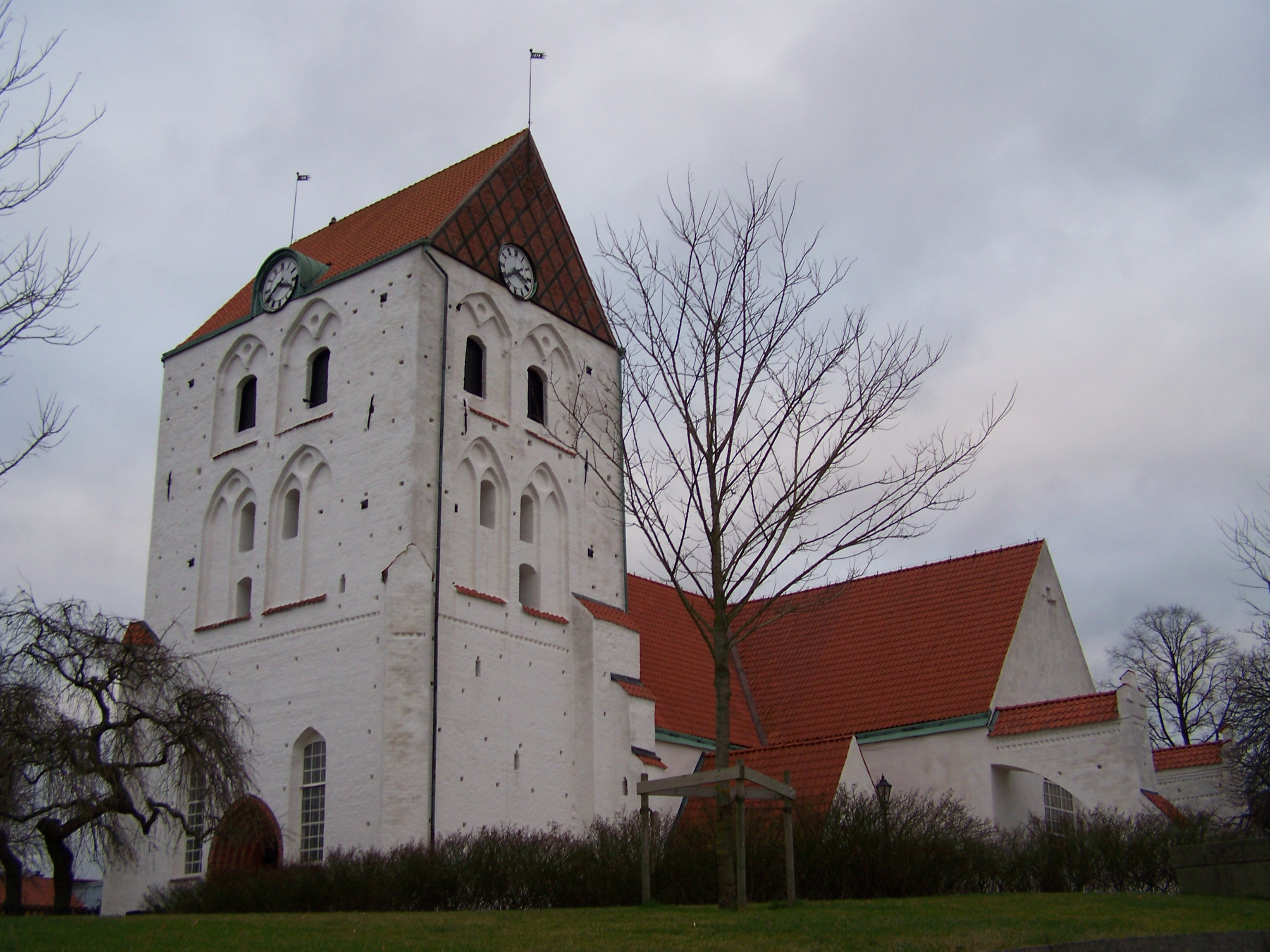
Heilig-Kreuz-Kirche in Ronneby
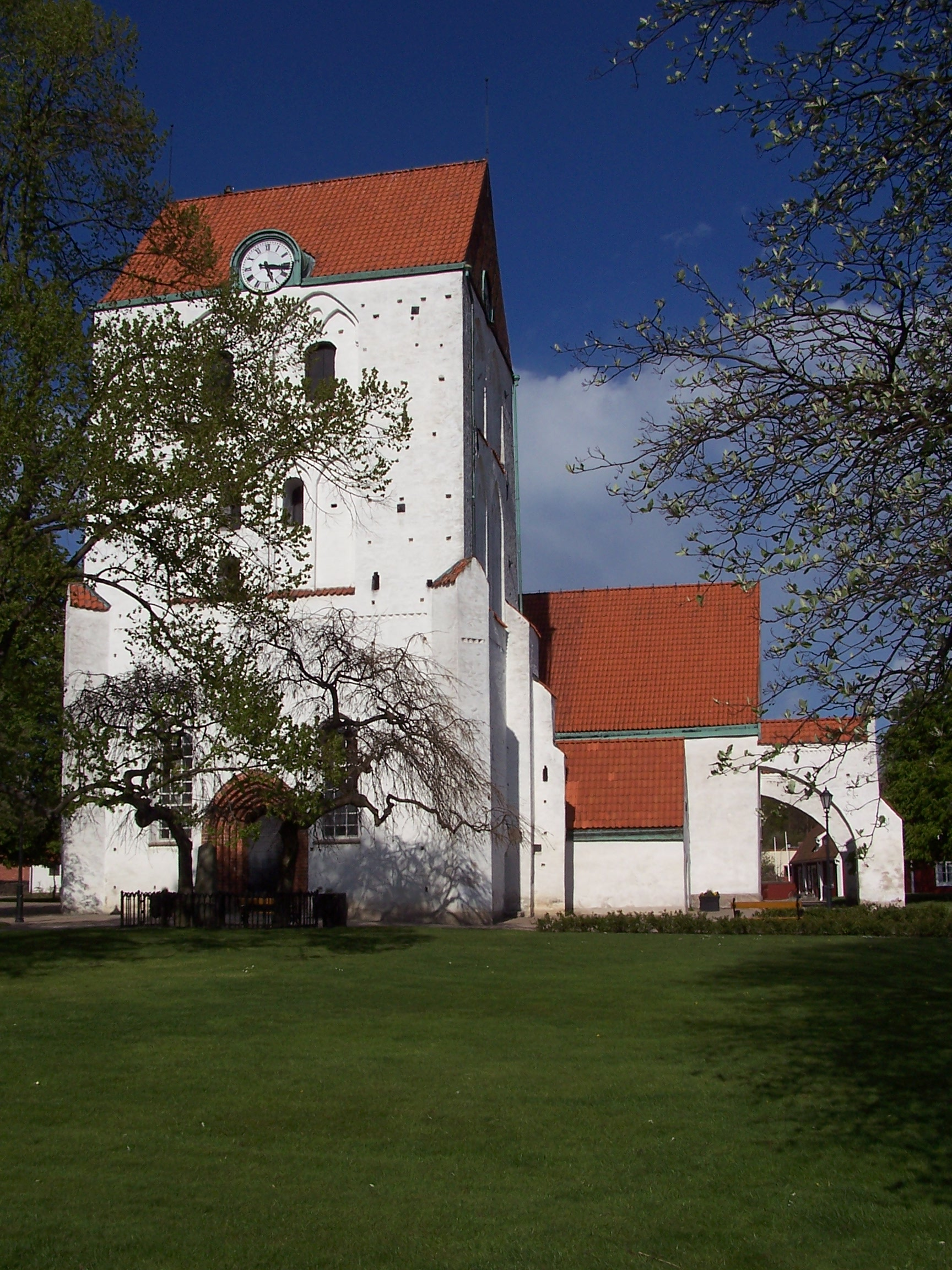
Heliga Kors kyrka
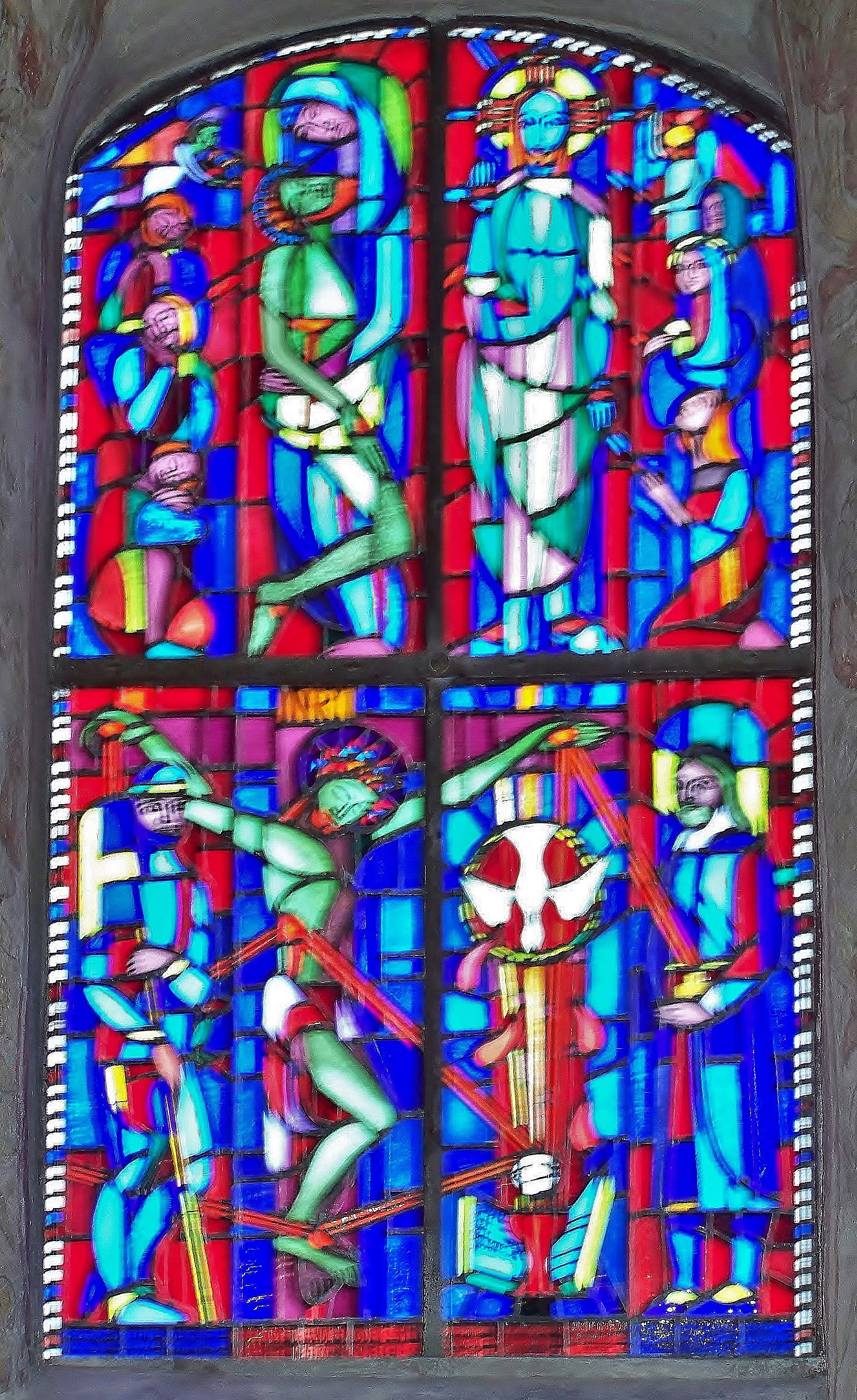
Fenster
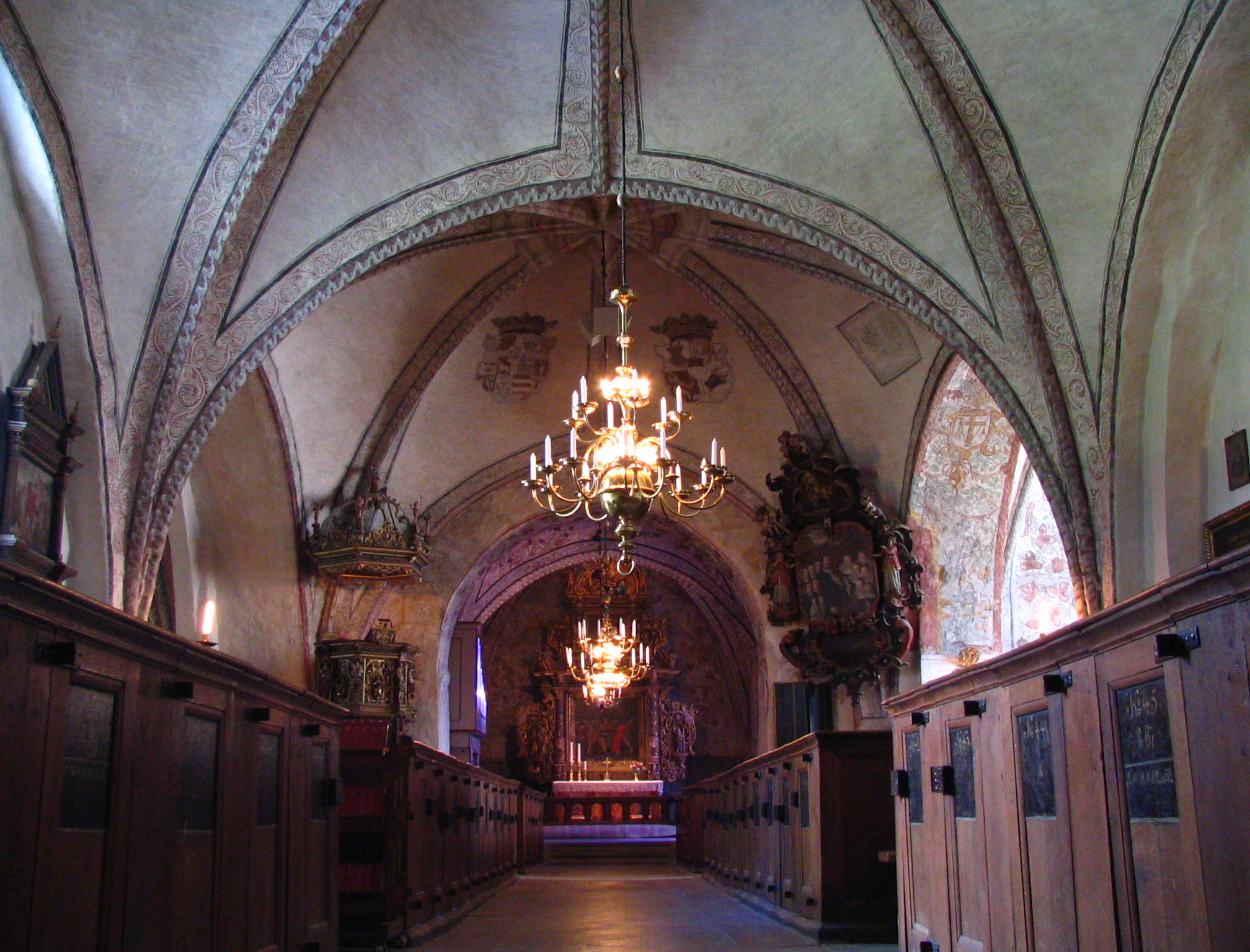
Blick zum Chor
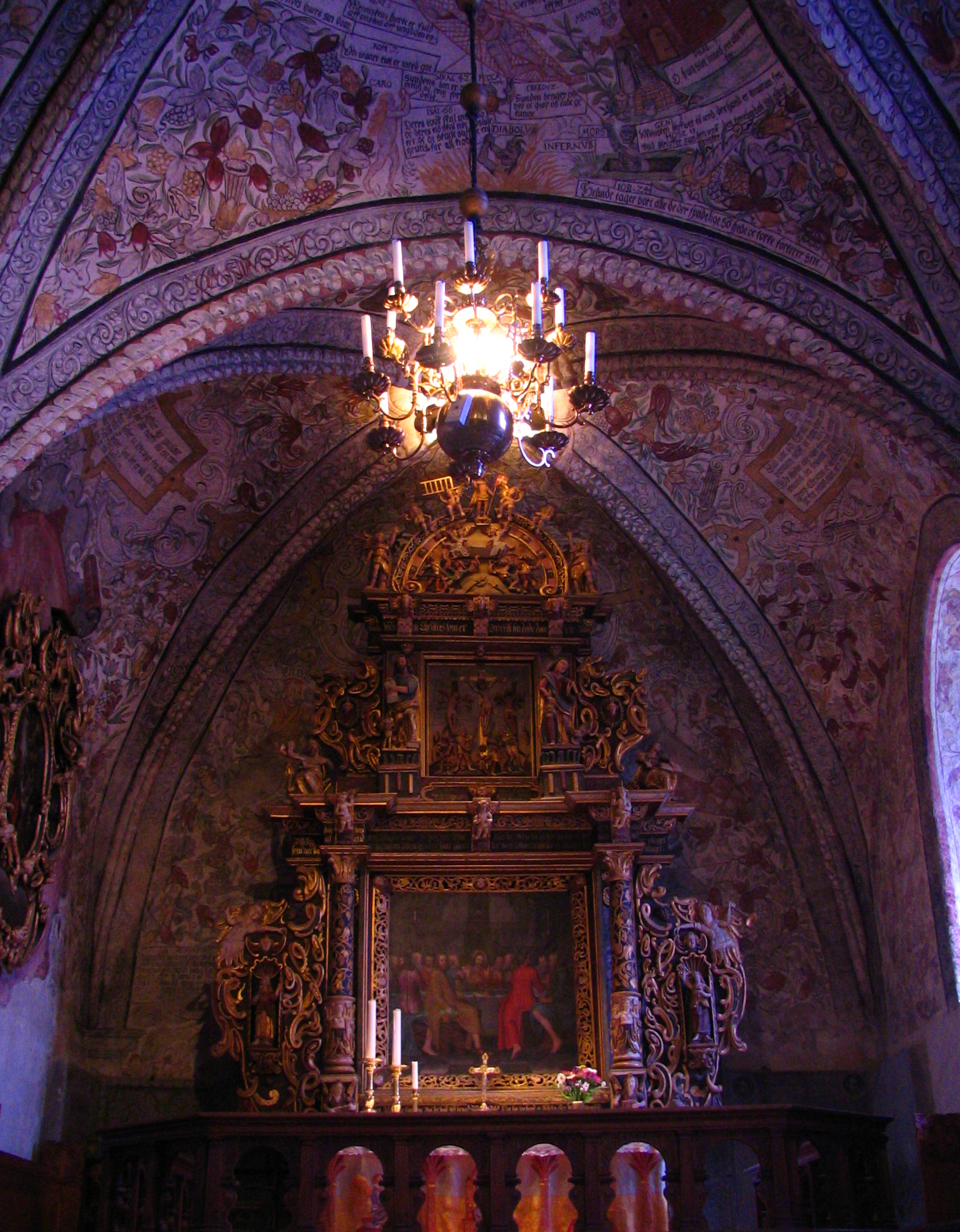
Deckenmalerei und Altar im Chor
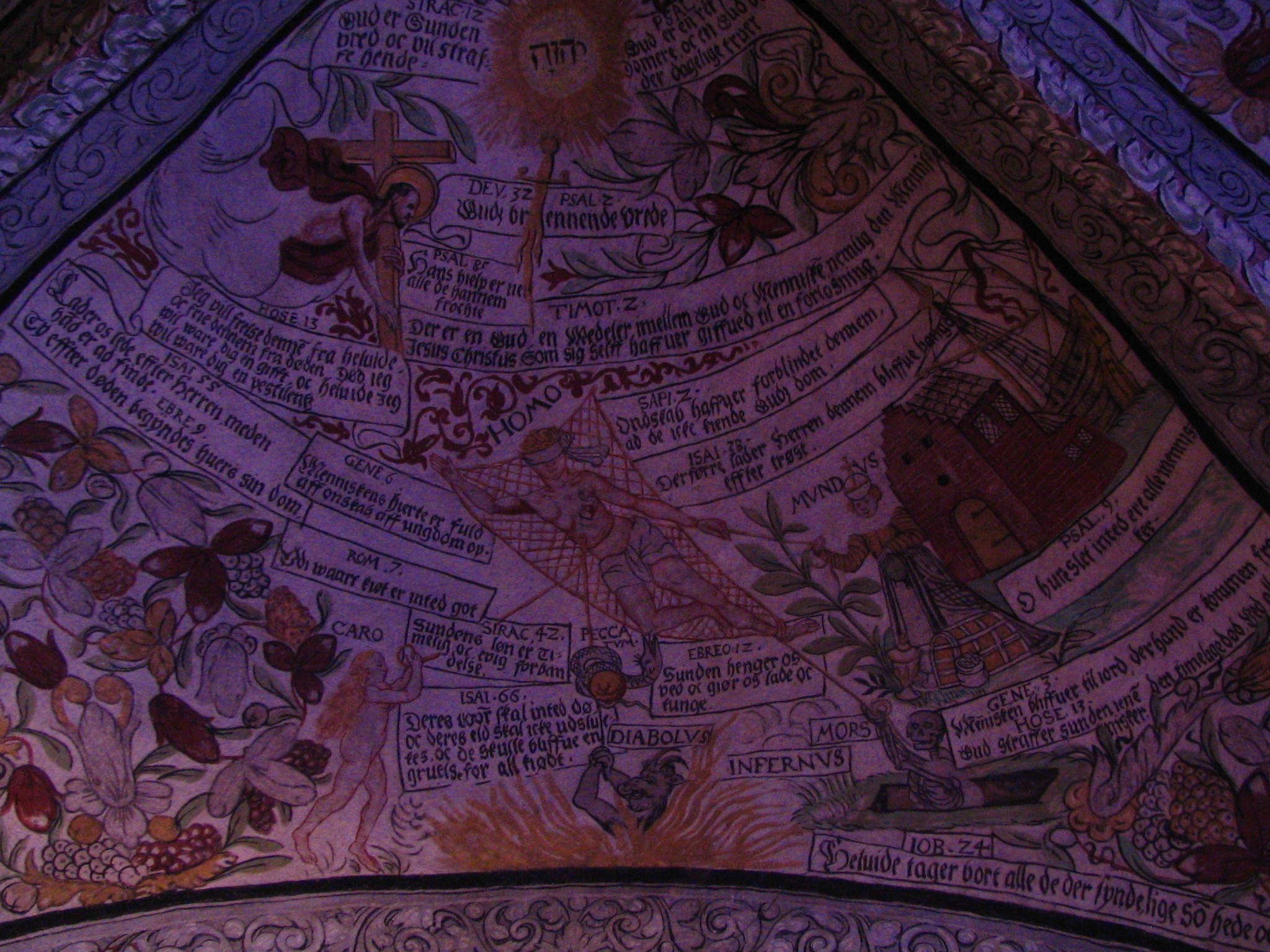
Detail der Deckenmalerei im Chor